# James Clavell
James Clavell (n. 10 octombrie 1924 – d. 7 septembrie 1994) a fost un romancier, scenarist, producător de film și regizor de film, fost prizonier de război în al doilea război mondial, devenit celebru prin romanele Shogun și Tai-Pan, respectiv prin scenariile unor filme ca Marea Evadare și Domnului profesor, cu dragoste (To Sir, with Love).

## Biografia
James Clavell (botezat Charles Edmund DuMaresq de Clavelle) s-a născut la Sydney, Australia (unele surse susțin că s-a născut în Marea Britanie și a crescut în Australia de la o vârstă fragedă).
Datorită faptului că tatăl său a fost un ofițer în Marina Regală Britanică, Clavell a crescut în mai multe țări sub dominion britanic. După începutul celui de-al doilea război mondial în 1940, la vârsta de 16 ani el s-a înrolat în Artileria Regală Britanică și a fost trimis în Malaezia să lupte împotriva japonezilor. Rănit de foc de mitralieră, a fost capturat și dus la un lagăr de prizonieri din insula Java Centrală. După un timp a fost mutat la închisoarea Changi, lângă Singapore.
Ca toți prizonierii de război, Clavell a suferit mult în captivitate. Experiențele sale din lagărul japonez au constituit baza romanului King Rat (Regele șobolan, tradus în românește cu titlul Changi), publicat în 1962.
În 1946, Clavell avea rangul de căpitan, dar un accident de motocicletă i-a terminat cariera militară. A urmat cursurile Universității din Birmingham, unde a cunoscut-o pe April Stride, o actriță, cu care s-a căsătorit în 1951.
Prin soția sa, Clavell a fost introdus în lumea filmului, și a dorit să devină regizor. În 1953 s-a mutat cu familia în Statele Unite ale Americii, mai întâi la New York, unde a lucrat în televiziune, iar apoi la Hollywood.
Obține succese ca scenarist prin filmele Musca (1958) și Watusi (1959). Din anul 1959 începe să producă și să regizeze filme proprii. A fost co-scenarist al filmului Marea evadare (1963), prin care și-a consolidat ferm reputația la Hollywood.
În 1963 a devenit cetățean naturalizat al Statelor Unite ale Americii.
A decedat din cauza unei hemoragii cerebrale avute în timp ce lupta împotriva cancerului, în Elveția, cu o lună și 3 zile înaintea împlinirii vârstei de 70 ani.

## Saga Asiatică
După ce a publicat Changi în 1962, istoria deținuților britanici dintr-o celebră închisoare din Singapore condusă de japonezi în timpul celui de-al Doilea Război Mondial, Clavell a scris romanul Tai-Pan în 1966. Acțiunea acestuia se desfășoară în perioada înființării orașului Hong Kong în anii 1840, Tai-Pan a devenit modelul pentru romanele ulterioare ale lui Clavell, care conțin un număr mare de personaje și multe intrigi intersectate.
Shogun a fost publicat în 1975 și a devenit cel mai popular roman al său. Foarte masiv - peste 1000 de pagini, Shogun a fost tradus în numeroase limbi străine și a fost ecranizat în 1980, printr-un serial tv care, la fel ca și romanul, s-a bucurat de un mare succes internațional. Actorul Richard Chamberlain a interpretat rolul principal, iar Toshiro Mifune a interpretat rolul titular.
Cu Nobila casă (Noble House), Clavell a început să-și lege romanele prin personaje, familii sau descendenți ai familiilor din romanele precedente. Nobila Casă a fost de asemenea ecranizat printr-un serial pe micul ecran.
Vârtejul (Whirlwind) a fost următorul roman, acțiunea desfășurându-se în timpul revoluției iraniene din 1979. Pentru acesta a primit cea mai mare sumă, la vremea respectivă, plătită în avans pentru un roman nepublicat. În ciuda acestui fapt, romanul nu s-a bucurat de succesul titlurilor precedente și nu a fost ecranizat.
Gai-Jin, publicat cu puțin înaintea decesului său, a revenit cu subiectul la anii 1860. Una din principalele legături la saga asiatică este povestea familiei Struan, o companie de import-export, bazată pe firma din lumea reală Jardine Matheson.
Aceste romane, considerate laolaltă, au devenit cunoscute ca Saga Asiatică. Tema comună care leagă aceste romane este întâlnirea civilizației vestice (europene) cu civilizația Asiei de est, după epoca explorării și până la epoca contemporană.
Clavell este numit adeseori unul din primii multiculturaliști. Deși nu s-a considerat un relativist cultural, el a încercat să admire culturile Asiei prin standardele proprii, și nu dintr-un punct de vedere apusean (european). A remarcat adeseori că Vestul are mult de învățat de la Est.
Protagoniștii romanelor sale sunt europeni (în general britanici) ajunși în Asia cu scopuri comerciale. Clavell a fost unul din suporterii schimbului liber între națiuni, văzându-l nu ca o formă de exploatare, ci ca un mijloc de apropiere a diferitelor culturi prin interese comune. Datorită acestui fapt, nu prea există urmă de antiimperialism în romanele sale.

## Operă

### Opera literară
- Changi 1962
- Tai-Pan 1966
- Shōgun 1975
- Nobila Casă 1981
- Vârtejul 1986
- Gai-Jin 1993
- Evadarea 1994

### Filmografie
- Musca (1958) (scenarist)
- Watusi (1959) (scenarist)
- Five Gates to Hell (1959) (scenarist, regizor)
- Walk Like a Dragon (1960) (scenarist, regizor)
- 1963 Marea Evadare (The Great Escape) (co-scenarist)
- 633 Squadron (1964) (co-scenarist)
- The Satan Bug (1965) (co-scenarist)
- King Rat (1965) (bazat pe cartea sa)
- 1966 Domnului profesor, cu dragoste (To Sir, with Love) (scenarist, producător, regizor)
- The Sweet and the Bitter (1967) (scenarist, regizor)
- Where's Jack? (1968)  (regizor)
- Valea făgăduinței (The Last Valley, 1970) (scenarist, regizor)
- Shōgun miniserial TV (1980)
- Tai-Pan (1986) (bazat pe cartea sa)
- Noble House miniserial TV (1988)